# یوکی اوتا
یوکی اوتا (انگلیسی: Yuki Ota؛ زادهٔ ۲۵ نوامبر ۱۹۸۵) شمشیرباز اهل ژاپن است.